# 民衆裁判所

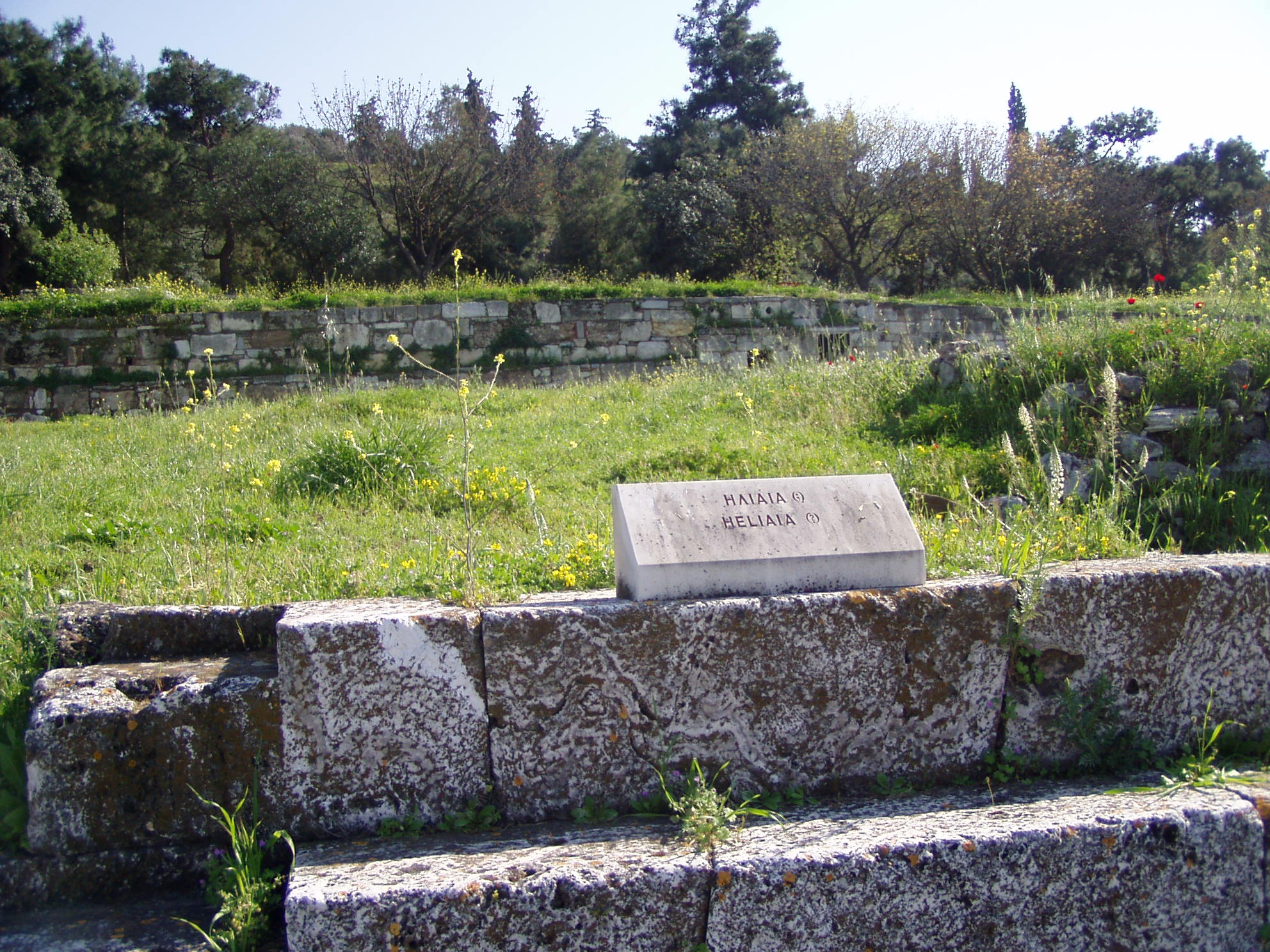
アテナイの古代の広場。ここで民衆裁判が開かれた。

民衆裁判所（みんしゅうさいばんしょ、希: Ήλιαία）とは古代ギリシア時代のアテナで行われた裁判制度である。古代ギリシアの各地のポリスで開催された市民総会である民会と同様に、市民による陪審官（陪審員）が訴訟を審議するもので、市民の権利でもあった。

## 概要

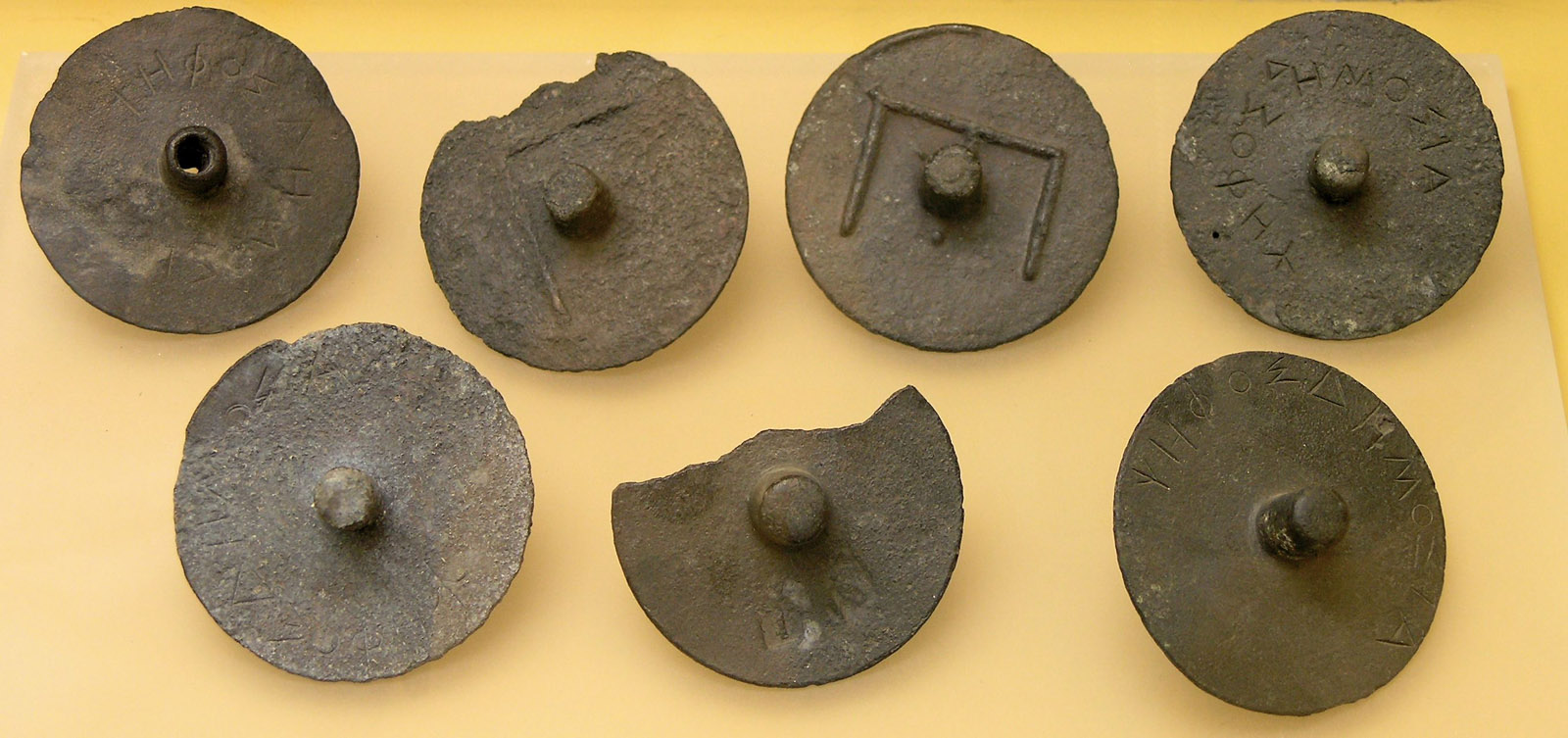
投票用具

民衆裁判所はクレイステネスもしくはソロンが導入した制度といわれている。ただし恒久的な国家機関として機能したのは民主政が確立された後とされている。アテナイの直接民主政を支える制度のひとつであり、籤による抽選で選ばれた市民が陪審官となった。また裁判を取り仕切るのは職業裁判官ではなく市民であり、また裁判の各段階の決定は投票によって決定された。そのため民衆裁判所は民会と同様に住民投票のようなものであった。
アテナイの訴訟制度には、公法上の訴訟と私法上の訴訟があった。公法上とは国家共同の利害が問題になる事件であり、市民権を有する民衆であれば誰でも訴追することが出来たが、私法上の訴訟は当事者の私的な問題であり、当事者のみが訴追できた。なお、この訴追の違いは現代における民事訴訟や刑事訴訟とは異なっていた、これはアテナイでは現在のような民事訴訟と刑事訴訟の区別が知られていなかったためである。実際、殺人事件は私法上の争いとされていた。
陪審官はアテナイ市民のなかで30歳以上の男子で国家に対し債務がなく、市民の名誉を喪失していない者が要件であった。そのため、法律的知識の有無に関係なく選ばれたことから、素人同然であった。陪審官の任期は一年で希望する市民の中から抽籤で選ばれていた。その人数は時代によって変動したが前5世紀には定員6,000人であったといわれている。ただし、後にアテナイ市民の減少した前4世紀前半ごろには希望者全員が無抽籤で陪審官となり、任期も終身となった。
陪審官は裁判が行われる日に召集されたが、全員が審議に参加したわけではなかった。私法上の事件では訴訟物の価値が1,000ドラクマ以下なら201人、それ以上なら401人が法廷を構成した。公法上の事件では重大性によっては500人、場合によっては1,000人から2,500人が法廷を構成し、時には6,000人全員が参加しひとつの事件を審議したこともあったという。
裁判所が一日に審議できる事件は私法上のものが4件、公法上のものが1件と限定されていたが、これは陪審員を召集し法廷に必要な人数だけ抽籤したためである。
この民衆裁判所の制度は後に政争の具として悪用された。一例として哲学者のソクラテスは反感を持ったものによって「アテナイの国家が信じる神々とは異なる神々を信じ、若者を堕落させた」などの罪状で訴追され、死刑が言い渡された。この時にソクラテスが法廷で行ったのがソクラテスの弁明である。